# Leszek Ratajczak

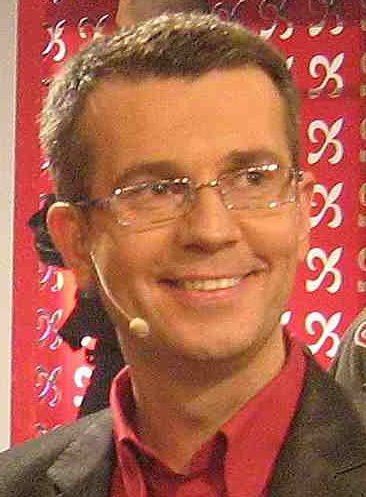
Leszek Ratajczak (2008)

Leszek Ratajczak (ur. 1968 w Pile) – polski dziennikarz radiowy i telewizyjny. 

## Życiorys
Doktor nauk humanistycznych, ekspert OBWE w dziedzinie mediów (1998). W latach 1994–2000 wydawca i prezenter radiowych wiadomości oraz magazynu Z kraju i ze świata w Polskie Radio Program I. Od 1995 roku w Telewizji Polskiej jako m.in. reporter programu informacyjnego Teleexpress, autor programu kryminalnego Bezpieczna Jedynka w TVP1, programów związanych z wstąpieniem Polski do NATO i UE, oraz filmów dokumentalnych i reportaży (m.in. Nazajutrz, Mali uchodźcy, Pierwszy rząd III RP, Więzień nr …, Repatriantka), w latach 2005–2010 współautor i prezenter programu publicystycznego Z daleka, a z bliska w TVP Polonia. W TVP obejmował stanowiska: szefa Redakcji Oprawy i Promocji TVP Seriale, następnie TVP Rozrywka i TVP2 (w latach 2010–2017), wicedyrektora Agencji Kreacji Oprawy i Reklamy (w 2018 roku) i wicedyrektora Agencji Kreacji Rozrywki i Oprawy (w latach 2019–2020). W 2019 był producentem wykonawczym 17. Konkursu Piosenki Eurowizji Junior w Gliwicach.

## Nagrody
- Telekamera „Tele Tygodnia” 2015 dla TVP Seriale za „pełne wzruszeń jubileusze kultowych produkcji sprzed lat”[1]